# Bed of Nails
«Bed of Nails» es un sencillo publicado en octubre de 1989 por la banda Alice Cooper. La canción se encuentra en el álbum Trash. Es el segundo sencillo del álbum, donde podemos encontrar también la canción «I'm Your Gun», en la cara b del casete.
En el sencillo también participa el cantante y guitarrista Kane Roberts. Tras "Poison", "Bed of Nails" es el sencillo que ha obtenido un mayor puesto en las cartas, obteniendo el puesto número 38 en la UK Singles Chart. 
La canción además ha sido versionada por la banda de Death metal melódico Children of Bodom, además de Van Canto en su álbum Break the Silence.

## Canciones
Lado A
1. «Bed of Nails» (04:20)

Lado B
1. «I'm Your Gun» (04:07)

## Créditos
- Alice Cooper: Vocal principal
- John McCurry, Guy Mann, Joe Perry, Jack Johnson, Mark Frazier, Richie Sambora, Steve Lukather, Kane Roberts: Guitarra
- Alan St. John: Teclados, coro
- Paul Chiten: Teclados
- Hugh McDonald, Tom Hamilton: Bajo
- Bobby Chouinard, Joey Kramer: Batería

## Rendimiento
| Año  | Lista             | Posición |
| ---- | ----------------- | -------- |
| 1989 | UK Singles Chart  | 38       |
| 1989 | Australian Charts | 13       |
| 1989 | RIANZ             | 27       |
| 1989 | Sverigetopplistan | 18       |